# Landing Vehicle Tracked
I Landing Vehicle Tracked o LVT (letteralmente "veicolo da sbarco cingolato" in lingua inglese) erano una serie di veicoli cingolati progettati per dotare l'Esercito e il Corpo dei Marines degli Stati Uniti di veicoli per l'assalto anfibio, da utilizzare soprattutto nel teatro del Pacifico durante la seconda guerra mondiale. Sul fronte europeo gli LVT furono utilizzati solo nel 1945 nei Paesi Bassi, in Germania e in Italia. Nel periodo tra il 1941 e il 1945 furono prodotti 18.621 di questi veicoli.
Gli LVT sono noti anche con i nomignoli di Amtrac o Amtrak (da AMphibious TRACked, parola macedonia per "trattore anfibio") o Alligator (alligatore in lingua inglese).

## Le origini
Nel corso della prima guerra mondiale l'unica operazione anfibia su larga scala tentata fu lo sbarco nella penisola di Gallipoli, da cui furono apprese diverse sanguinose lezioni. Con questo problema in mente i pianificatori del corpo dei Marines nel decennio fra il 1920 ed il 1930 studiarono teoricamente il problema del trasferimento su una costa difesa di truppe provenienti dal mare. All'inizio di quegli anni Christie propose veicoli cingolati da sbarco sia al corpo dei Marines sia all'esercito, presentando un veicolo anfibio armato con un cannone in casamatta da 75 mm. In realtà il veicolo, pur essendo estremamente interessante, non proponeva la soluzione del problema dei Marines, che era quello di trasportare sulle spiagge dello sbarco gli uomini ed i mezzi necessari per contenere la prima reazione nemica.
Gli studi tattici sull'impiego di veicoli appositi per lo sbarco su spiagge difese rimasero sulla carta fino al 1937, quando su Life comparve un articolo che descriveva un veicolo anfibio cingolato, chiamato Alligator (Alligatore), utilizzato per le operazioni di salvataggio in occasione di uragani nelle paludi della Florida. Il veicolo apparve immediatamente interessante, e la marina ne acquistò alcuni prototipi per verificarne la congruenza con le necessità belliche e per un eventuale acquisto per scopi militari. I progettisti dell'Alligator erano gli ingegneri John e Donald Roebling (padre e figlio), che avevano costruito il veicolo a spese proprie. La componente più interessante del veicolo era il sistema di sospensioni, che permetteva cingoli di operare in modo da spingere il veicolo anche in acqua, evitando così la necessità di passare dal sistema di propulsione terrestre a quello acquatico quando si muoveva in acque basse. il veicolo fu inizialmente respinto per le sue scarse doti marine (ovviamente sperare che in acqua un camion si comporti come una barca è piuttosto utopistico), ma nel 1939 i Roebling iniziarono lo studio di un veicolo finalizzato a scopi militari e con caratteristiche marine più accettabili.

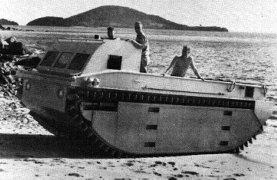
Un prototipo durante dei test nel 1940

## LVT-1 Alligator
Lo scoppio della seconda guerra mondiale in Europa spinse i pianificatori americani ad approfondire i problemi tecnici legati alle operazioni militari ed aumentò le risorse messe a disposizione dal governo. A questo punto la Marina statunitense assegnò ai Roebling un contratto per la costruzione di un prototipo con un motore Lincoln-Zephyr da 120 HP, prototipo che fu pronto nel novembre del 1940. Utilizzato nelle manovre dell'inverno 1941 suscitò molto interesse negli ambienti militari. Sulla base di questo veicolo, dato che Roebling poteva effettuare la progettazione, ma non aveva le infrastrutture necessarie alla costruzione, quindi interessò la Food and Machinery Corporation (FMC) per lo sviluppo di un veicolo che avesse la struttura in acciaio (e non in alluminio come il prototipo) e cingoli riprogettati, in modo da avere maggiore resistenza su terreno roccioso. Il nuovo veicolo fu nominato, in base alla nomenclatura allora vigente nella US Navy LVT-1 (Landing Vehicle Tracked - Veicolo cingolato da sbarco) e fu indicato popolarmente come Alligator. Il contratto per la FMC, primo di una lunga serie per la costruzione di veicoli militari, fu per due prototipi e 200 veicoli, successivamente aumentato a 1225 veicoli. 

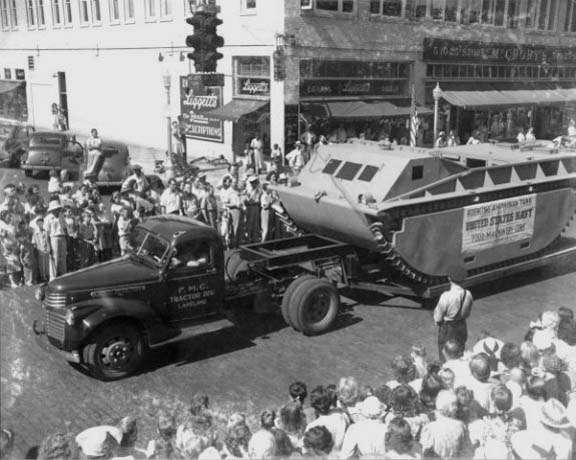
Un LVT-1 durante una parata al di fuori della fabbrica a Lakeland dove era stato appena prodotto

Il LVT-1 era diviso in tre sezioni, nella parte anteriore era posta la cabina di comando con tre finestrini anteriori e due finestrini laterali per la guida del veicolo. Direttamente dietro alla cabina era il vano di carico, che poteva portare 20 soldati equipaggiati o circa 2 t di carico. All'estrema poppa era l'alloggiamento del motore Hercules da 150 HP, ai lati del vano motore erano i serbatoi del combustibile, con una capacità di circa 300 l. I cingoli avvolgenti erano su sospensioni rigide e muovevano entro canali metallici per tutta la lunghezza, tranne le parti legate alle ruote motrici (posteriori), inoltre erano sagomati in modo tale da garantire il movimento del mezzo anche in acqua. La sterzatura era effettuata variando la velocità dei cingoli.
Gli LVT-1 erano considerati nelle pianificazioni tattiche dei Marines solamente in funzione del trasporto anfibio su spiagge già occupate dalla prima ondata da sbarco, quindi non avevano nessuna protezione e un sistema di movimento che, se usato su terreni eccessivamente duri, portava ad una rapida usura dei cingoli.

## LVT-2 Water Buffalo
Il LVT-1 aveva diverse pecche, la principale delle quali era la scarsa affidabilità, dato che la vita media era di sole 200 h di funzionamento, quindi già nel 1941 furono iniziati (estate 1941) gli studi per sostituirlo con un veicolo più affidabile. Il sistema di sospensioni fu modificato, usando molle a torsione che portavano 11 rulli di appoggio per i cingoli. Il sistema di propulsione fu mutuato da quello dell'M3A1, la trazione ora non fu più effettuata sulle ruote posteriori, ma sulle ruote anteriori, per permettere una migliore pulizia da fango e detriti. La necessità di un lungo albero di trasmissione (il motore era ancora posteriore), fu risolta usando accoppiamenti elastici fra le varie sezioni dell'albero, che adesso era in posizione sopraelevata rispetto al pavimento del vano di carico. Il motore era il Continental radiale raffreddato ad aria da 200 HP. La capacità di carico era stata portata a 24 soldati equipaggiati o a quasi 3 t di carico.
L'aspetto era sensibilmente mutato rispetto al LVT-1, dato che la prua era stata allungata e la finestratura anteriore ampliata, riducendo il numero di finestrini, ma aumentandone l'area. Le caratteristiche marine erano state fra l'altro sensibilmente migliorate.
Il LVT-2 sotto l'aspetto della vita media era un netto progresso rispetto al LVT-1, avendo una vita globale di circa 600 h, ancora insufficiente, ma nettamente superiore a quella del predecessore, tuttavia i cingoli continuavano ad avere una vita media insoddisfacente (150 h). La produzione del LVT-2 iniziò a gennaio 1943. Considerando la variazione di impiego tattico, in quanto ora i LVT dovevano trasportare le truppe d'assalto sulle spiagge, i LVT-2 furono armati di mitragliatrici per potere coprire le truppe da sbarco almeno con il fuoco di armi leggere.
Di questo veicolo furono costruiti 2962 esemplari fra l'inizio del 1943 e la fine del 1944, solo 100 di questi furono esportati per gli alleati.

## LVT-3 Bushmaster

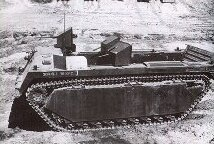
LVT-3

Nel 1942 la Marina Statunitense contattò la Morse Chain Company (divisione della Borg-Warner Corporation) per studiare un nuovo sistema di cingoli e di sospensioni per il LVT-1, la Borg-Warner presentò una controproposta per una riprogettazione completa del veicolo. Il veicolo così prodotto (Borg-Warner Amphibian Model A) fu sottoposto a prove in Florida nel 1942, questo veicolo poteva essere sia un trasporto sia un carro armato anfibio, montando un kit che permetteva di usare la torretta dello Stuart sul vano di carico. Il veicolo non fu immediatamente approvato, in quanto considerato non superiore al LVT-2 (già in servizio). Tuttavia la Borg-Warner fu autorizzata a sviluppare un Model B, considerando le potenzialità del sistema di cingoli e sospensioni.
Il Model B, contemporaneo del LVT-4, adottò la rampa posteriore abbattibile di quest'ultimo, comunque la caratteristica più interessante del nuovo veicolo fu il posizionamento dei motori (due Cadillac V 8 da 110 HP) entro le fiancate laterali del mezzo, permettendo quindi un notevole incremento di spazio utile per il carico. La trasmissione fu la stessa del carro leggero M5, dato che venivano utilizzati gli stessi motori, automatica con quattro marce avanti ed una indietro, ed era studiata appositamente per avere un passaggio quanto meno rude possibile fra il movimento in acqua e quello in terra. Le sospensioni e il tipo di cingoli erano gli stessi già provati su LTV-2 e LTV-4.
La ruota motrice anteriore era dello stesso tipo di quelle usate sugli M4 Sherman e gli M3 Stuart. La configurazione generale presentava una prua meno accentuata dei quelle dei modelli FMC, il carico utile per il LVT-3 era di più di 5 t, nonostante il peso del veicolo fosse inferiore a quello del LVT-4. Il Model B fu accettato per la produzione nel marzo 1944 come LVT-3 Bushmaster. Il primo (e unico) impiego del Bushmaster avvenne nel 1945 per l'occupazione di Okinawa. In totale furono costruiti 2946 veicoli, tutti destinati all'United States Marine Corps.

## LVT-4 Water Buffalo

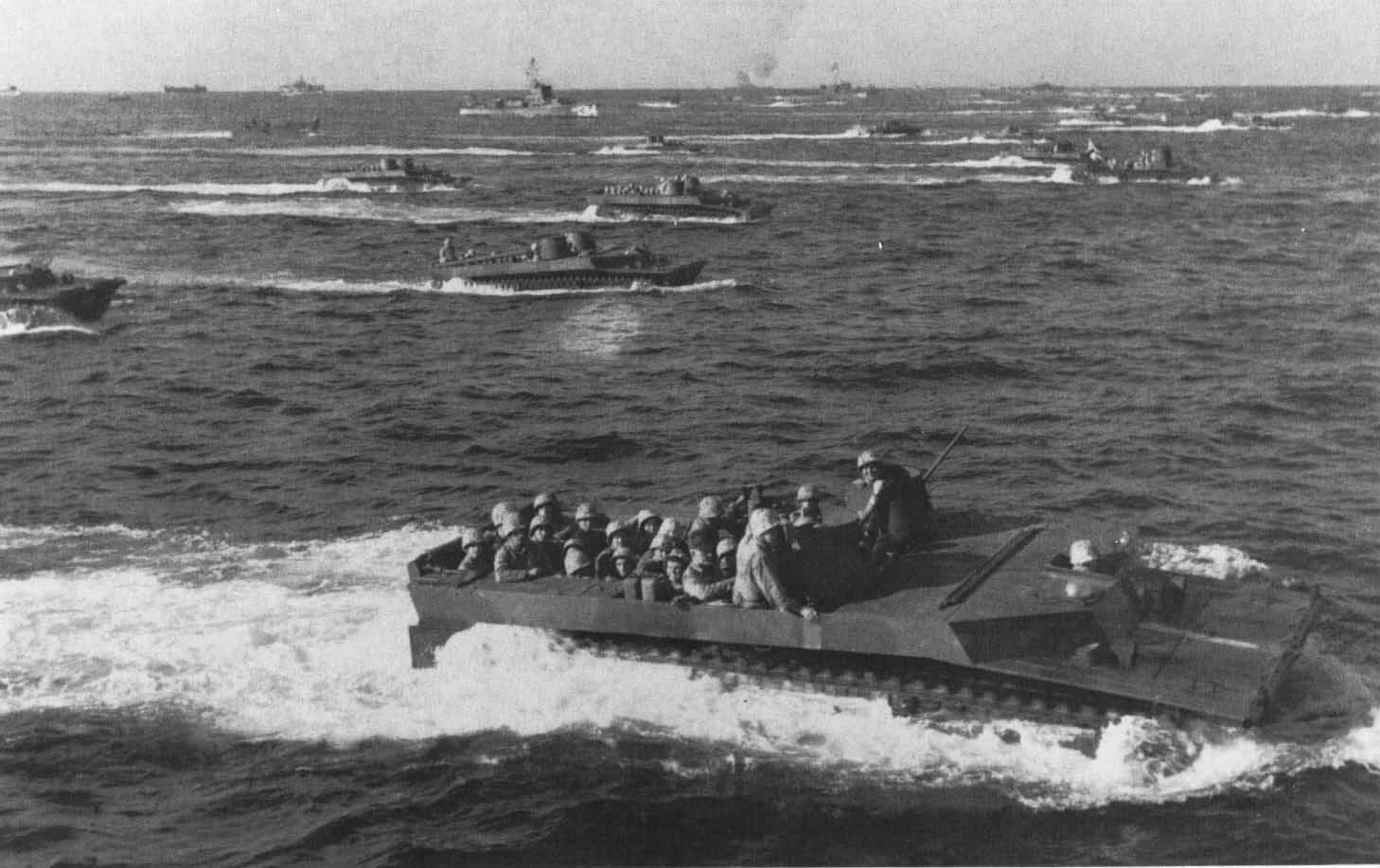
LVT-4 pronto a sbarcare a Iwo Jima

Dato che il LVT-4 iniziò la produzione prima del LVT-3 il paragrafo dedicato a questo modello precede quello numericamente inferiore.
Il LVT-2 aveva il motore posteriore, quindi non era possibile dotarlo di rampe di carico abbattibili ed i meccanismi di guida (manovrati dalla cabina, necessariamente anteriore) dovevano passare sotto il vano di carico per raggiungere il complessivo blocco motore/cambio. Inoltre un motore posto subito dietro alla cabina avrebbe permesso di centrare maggiormente il baricentro del mezzo.
Per questi motivi fu iniziato lo studio di un AMTRAC avente il motore centrale e una rampa abbattibile posteriore, cosa che, oltre a facilitare carico e scarico, avrebbe permesso alle truppe trasportate di uscire dal veicolo senza esporsi al fuoco nemico. La capacità di carico aumentò fino a 4 t. Inoltre la rampa posteriore permetteva di caricare sul veicolo anche carichi ruotati, come jeep e pezzi di artiglieria leggeri. Il primo ordine per LVT-4 fu emesso nel novembre 1943 e la prima serie fu completata entro dicembre dello stesso anno. Il primo impiego operativo avvenne a Saipan (giugno 1944). Il LVT-4 fu l'AMTRAC prodotto nel maggior numero di esemplari nel corso della seconda guerra mondiale (8351 veicoli, per circa il 50% di tutti gli AMTRC).

## AMTANK
Appena i pianificatori dell'United States Army e dell'United States Marine Corps si resero conto dell'utilità di usare gli AMTRAC per trasportare le ondate d'assalto della fanteria direttamente sulle spiagge, iniziarono lo studio anche di veicoli corazzati che potessero sostenerli fino dai primi minuti del combattimento. Trascurando gli adattamenti come mezzo anfibio dei carri armati standard (per esempio lo Sherman DD) furono dedicati intensi sforzi allo sviluppo di carri armati con caratteristiche anfibie, usando come base per il progetto gli scafi degli AMTRAC, in genere questi veicoli furono indicati anche come AMTANK (AMphibious TANK) o AMPHTANK.

### LVTA-1

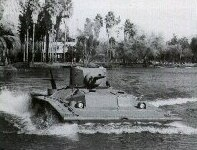
LVTA-1

In parallelo allo sviluppo del LTV-2 fu richiesto alla Borg-Warner lo sviluppo di un veicolo che potesse accompagnare i veicoli da sbarco e impegnare eventuali carri armati giapponesi che avessero tentato di contrastare lo sbarco. Il veicolo proposto dalla Borg-Warner non apparve soddisfacente, sebbene avesse il vantaggio logistico di poter essere convertito rapidamente da veicolo da sbarco a veicolo di appoggio e viceversa. Pertanto fu presentata una richiesta analoga alla FMC che stava sviluppando il LVT-2.
Sulla base di queste richieste fu predisposta una corazzatura con piastre di spessore da 6 a 12 mm (invece della normale lamiera di acciaio di uso automobilistico usata per gli LVT-2), per l'armamento la scelta cadde su una torretta derivata da quella dell'M5A1 Stuart armata con il cannone 37 mm M6. Per aumentare la potenza di fuoco furono aggiunte due mitragliatrici da 7,62 mm (0,30 pollici) su anelli di fianco alla torretta. La capacità di galleggiamento del veicolo non era ridotta sensibilmente dalle ulteriori 3 t dovute alla protezione e alla torretta, dato che non era più previsto carico utile o trasporto di truppe. Il LVTA-1 entrò in produzione nel dicembre del 1943, dopo che a Betio si era vista la necessità di appoggiare immediatamente le ondate da sbarco.
La produzione del LVTA-1 iniziò a fine 1943, con i primi veicoli che uscirono dalla linea di produzione all'inizio del 1944, per un totale di 510 veicoli (usati tanto dall'esercito quanto dai Marines).

### LVTA-2
Insieme al LVT(A)-1 veniva sviluppato un veicolo corazzato per il trasporto delle truppe direttamente sulle spiagge, che aveva la configurazione generale del LVT-2 (e quindi come apparenza era simile), ma la protezione del LVTA-1. L'area di cabina era protetta con lamiere di acciaio di 6,3 mm (½ pollice), mentre il resto del veicolo era protetto con lamiere da 3 mm (¼ pollice). L'aumento di peso dovuto alla corazzatura (circa 1 t) ridusse della stessa quantità il carico utile rispetto a quello del LVT-2.
La produzione di LVT(A)-2 iniziò nel 1943 e durò per tutto il 1944 con una produzione totale di 450 veicoli, tutti per l'US Army.

### LVTA-4

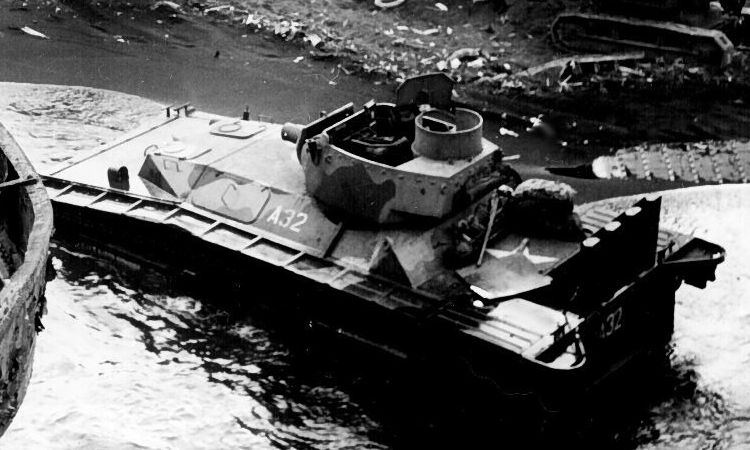
LVTA-4 a Iwo Jima

Dopo i primi sbarchi fu chiaro che il 37 mm M6 era il cannone più adatto per contrastare i carri giapponesi, ma che il problema derivava dal fatto che gli amtank generalmente non erano chiamati a contrastare i carri giapponesi, quasi sempre assenti, ma le fortificazioni fisse, con risultati estremamente poco brillanti, dato il calibro limitato del cannone.
In base a queste constatazioni fu progettato un carro armato con la torretta del semovente M8, che aveva come armamento un obice M1 da 75 mm. Questa bocca da fuoco richiedeva un anello di torretta più largo di quello per la torretta dell'M5, quindi le due mitragliatrici di fianco alla torretta furono eliminate e fu installata la torretta (aperta) del M8. Per avere un minimo di difesa contro la fanteria sopra la torretta fu installato un anello per il supporto di una mitragliatrice da 12,7 mm (0,50 pollici), che tuttavia aveva il difetto di costringere il mitragliere ad esporsi per poterla utilizzare.
Dopo le esperienze negative nella campagna delle Marianne, furono apportate diverse modifiche, le più importanti delle quali fu l'eliminazione della mitragliatrice da 12,7 mm sul retro della torretta e l'aggiunta di due mitragliatrici da 7,62 mm su basamenti e protette da scudi ai lati della torretta stessa. Questi nuovi modelli di LVT(A)-4 furono indicati come Marianas Model.
La produzione di LVT(A)-4 iniziò nel 1944 e continuò nell'anno successivo, per un totale di 1890 veicoli, di cui circa 2/3 andarono all'esercito e 1/3 ai Marines, mentre agli alleati andarono solo 50 veicoli.

### LVTA-5
Oltre alle modifiche già aggiunte ai Marianas Model fu aggiunto un meccanismo di traverso della torretta motorizzato (invece che manuale) ed un girostabilizzatore dell'armamento principale, il nuovo veicolo LVTA-5 comparve però solo nel 1945. Ne furono costruiti 269 negli impianti della FMC fino alla fine della guerra.
Alcuni di questi veicoli furono rimodernati nel 1949 e vennero utilizzati nella guerra di Corea, dopo questa guerra furono ritirati definitivamente dal servizio.

## Organica di AMTRAC e AMTANK
Gli AMTRAC e gli AMTANK furono utilizzati sia dall'esercito sia dai marines in battaglioni autonomi, e dall'aprile 1943 ogni divisione dei marines ebbe nell'organico un battaglione su AMTRAC (Amphibious tractor battalion), su 100 veicoli organizzati su tre compagnie. Nel 1944 i battaglioni furono tolti dall'organico divisionale per essere utilizzati a livello di corpo d'armata. I primi battaglioni di amtank furono attivati nell'ottobre 1943 sia da parte dei marines sia da parte dell'esercito, indicati dall'esercito come Amphibian tank battaillon e dai marines come Armored amphibian battaiilon.
I battaglioni dei marines erano su 4 compagnie ognuna con 18 veicoli, per un totale di 75 veicoli per battaglione (3 nella sezione comando), invece il battaglione dell'esercito aveva 4 compagnie, ognuna su 17 veicoli, e 4 veicoli nel plotone comando, successivamente le compagnie furono portate a 20 veicoli (di cui due AMTRAC). L'esercito organizzò il primo battaglione di AMTRAC contemporaneamente ai battaglioni amtank, su 2 compagnie, ognuna delle quali con 51 veicoli ed un totale di 119 veicoli per tutto il battaglione.
Nel corso della guerra l'esercito ebbe sette battaglioni di amtank e 23 battaglioni AMTRAC (il 55% della produzione totale), mentre i marines ebbero tre battaglioni di amtank e 11 battaglioni di AMTRAC (il 40% della produzione totale).

## Impiego nella seconda guerra mondiale
Inizialmente gli AMTRAC furono usati solo come veicoli da trasporto anfibi, per portare i rifornimenti su spiagge non contese e nelle immediate adiacenze. Il primo utilizzo ebbe luogo a Guadalcanal nell'agosto 1942, in cui furono impegnati il 1º ed il 2º battaglione trattori anfibi dei Marines. Successivamente gli AMTRAC furono usati fino alla fine del 1943 nell'operazione Torch e in vari sbarchi nelle isole Aleutine e Salomone, sempre con queste modalità di impiego tattico.

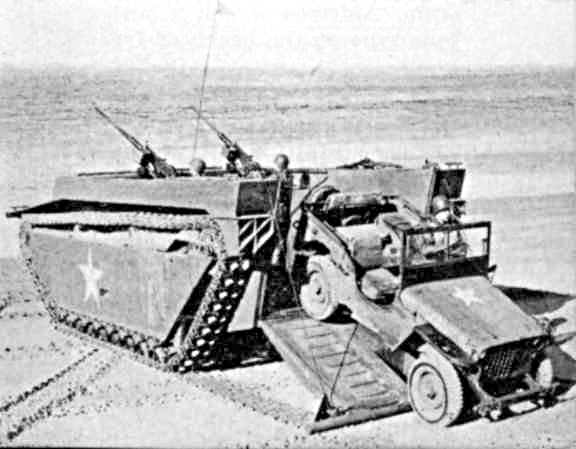
LVT-4 mentre sbarca una jeep dell'esercito

Gli sbarchi della prima ondata di truppe venivano effettuati utilizzando natanti convenzionali, come i Landing Craft Vehicle Personnel (LCVP - Natante da sbarco truppe), tuttavia, quando fu necessario programmare sbarchi sugli atolli corallini del Pacifico Centrale molti ufficiali dei marines dubitavano della capacità dei natanti di superare le barriere coralline attorno agli atolli, soprattutto in condizioni di bassa marea. Per questo motivo a Betio (20 novembre 1943) i LVT-1 furono usati per la prima volta per trasportare a terra le prime tre ondate di marines, con solo 50 LVT-2 disponibili.
Nonostante il pesantissimo bombardamento navale le fortificazioni giapponesi di Betio avevano resistito, e la prima ondata di Marines fu decimata dal fuoco, nonostante la relativa protezione dei veicoli. Tuttavia, come era già stato previsto, la barriera corallina si rivelò insormontabile per i LCVP, che furono costretti a lasciare le truppe a diverse centinaia di metri dalla costa sotto il fuoco nemico. Dei carri trasportati dai Landing Craft, Mechanized (LCM - Natanti da sbarco per veicoli corazzati) solo tre riuscirono a prendere terra sotto la reazione giapponese. Da un'analisi della battaglia apparve subito chiaro che la differenza fra una sconfitta sanguinosa ed il successo dell'operazione era dipeso unicamente dalla presenza degli AMTRAC.
Le perdite furono comunque molto alte, più di mille morti fra i marines e nel 2nd amphibious tractor battalion le perdite furono del 65% del personale e solo 35 AMTRC (su 125) erano ancora utilizzabili.
Nel 1943 anche l'Esercito si convinse dell'utilità degli AMTRAC nella sua zona di operazioni (Pacifico Sud Occidentale) e organizzò il suo primo battaglione su questi veicoli. Il primo impiego degli AMTRAC da parte dell'Esercito avvenne nello sbarco a Kwajalein, nelle isole Marshall, supportato anche dagli amtank del 1st Armored Amphibian Battalion dei Marines. Nel corso di questi sbarchi si sviluppò una disputa sull'impiego tattico degli amtank, dato che i pianificatori dei marines ritenevano opportuno usarli quando ancora erano in acqua, mentre quelli dell'esercito (evidentemente non rendendosi conto che i 12 mm di corazzatura non erano la stessa cosa degli 80 mm di uno Sherman) ritenevano di poterli usare sulle spiagge come normali carri armati, senza l'ulteriore protezione dello scafo data dall'acqua (cioè in pratica gli amtank dovevano operare a "scafo sotto" nell'acqua). Questa disputa non fu mai risolta per tutta la durata della guerra.

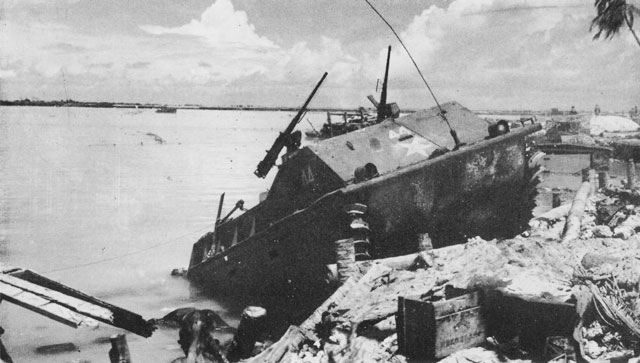
LVT-1 in azione su una spiaggia di Tarawa

Lo sbarco più imponente di AMTRAC avvenne in occasione delle battaglie per le isole Marianne (Saipan, Guam e Tinian). La prima operazione, diretta alla conquista di Saipan, durò dal 15 giugno al 9 luglio 1944, utilizzando circa 700 AMTRAC e AMTANK (708th Amphibian Tank Battalion, 534th, 715th, 773rd Amtrac Batattalion dell'esercito e 2nd Armored Amphibian Battalion, 2nd, 4th e 10th Amphibian Tractor Battalion dei marines).
Gli sbarchi a Saipan non furono contrastati sulle spiagge, ma furono soggetti ad una serie di numerosi contrattacchi provenienti dall'interno dell'isola, dove non si sentiva il peso delle artiglierie navali dell'US Navy. Guam fu attaccata il 21 luglio con 358 AMTRAC e AMTANK (1st e 2nd Armored Amphibian Battalion e 3rd e 4th Amphibian Tractor Battalion dei marines). Tinian fu attaccata il 27 luglio con 465 AMTRAC e 68 AMTANK, sia dell'esercito sia dei marines.
Nelle operazioni successive la tattica di impiego di veicoli anfibi negli sbarchi era stata perfezionata e, anche se molte battaglie furono sempre più sanguinose man mano che la zona di operazioni si avvicinava al territorio metropolitano del Giappone, l'uso di armtrac a amtank (supportati quasi immediatamente dai carri armati sbarcati dopo la prima ondata) portò a una riduzione del rapporto fra perdite degli attaccanti sulle spiagge e numero di difensori. Fra l'altro, il perfezionamento delle tecniche di sbarco dei carri armati convenzionali sulle spiagge ridusse nel corso di tutta la guerra il ruolo degli AMTANK.
L'unica operazione della Seconda guerra mondiale in cui furono usati AMTRAC di alleati fu lo sbarco a Balikpapan (in Borneo), dove furono usati antrac e amtank dell'esercito australiano. Gli AMTRAC furono usati in Europa solo dopo l'estate 1944, nel 1943 l'esercito britannico aveva ricevuto 200 LVT-1, utilizzati principalmente per addestramento, nel 1944 arrivarono 100 LVT-2 e 203 LVT-4 e nel 1945 50 LVT-4. Nell'esercito britannico i LVT-2 erano chiamati Buffalo Mk II e i LVT-4 BUffali Mk IV.
La maggior parte degli armtrac fu assegnata alla 79th armoured division, divisione usata generalmente per l'impiego operativo dei veicoli specializzati. Il primo impiego operativo di questi veicoli da parte dell'esercito britannico avvenne da parte della 1st Assault Brigade Royal Engineers per sbarcare truppe nell'isola di Beveland, e successivamente su Walcheren per sbloccare da terra il porto di Anversa. L'azione successiva avvenne nel marzo 1945 per l'attraversamento del Reno.
In Italia furono usati gli AMTRAC (LVT-2 e LVT-4) del 775th tank battalion statunitense e del 2/7th Lancers britannico, sia nell'attraversamento delle Valli di Comacchio sia del Po nell'aprile 1945.

## Gli AMTRAC dopo la seconda guerra mondiale
Dopo la seconda guerra mondiale l'esercito trasferì ai marines tutte le competenze per assalti anfibi, ritirandosi totalmente da tali attività, quindi non ebbe più bisogno di AMTRAC. I marines si limitarono a radiare tutti i veicoli tranne gli LVT-3 ed i LVT(A)-5, nel 1950 iniziarono gli studi per coprire il vano di trasporto dei LVT-3 in modo da assicurare una maggiore protezione alle truppe trasportate.
Questi veicoli furono quelli utilizzati per gli sbarchi a Incheon il 16 settembre 1950 (1st amphibian tractor battalion), appoggiati dai LVT(A)-5 (56th ambphibious tank and tractor battalion), nel corso della guerra di Corea.
Negli anni dal 1945 al 1950 furono sperimentati diversi veicoli per sviluppare le tecnologie di base dei LVT, tuttavia nessuno superò lo stadio di prototipo. Tuttavia, dopo la conclusione della guerra di Corea, apparve chiaro che gli AMTRAC della seconda guerra mondiale non erano al passo con le moderne tecnologie, inoltre ai marines restavano 539 veicoli in tutto, ed anche questi si avviavano alla radiazione per obsolescenza.
Nel dicembre 1950, quindi, la marina emise un contratto alla Ingersoll Products Division (Borg-Warner Corporation) per la produzione di una nuova serie di AMTRAC.
I nuovi veicoli differivano progettualmente dai precedenti LVT soprattutto perché non costituivano più veicoli finalizzati ad un uso particolare, ma veicoli con uno scafo base su cui potevano essere montati abitacoli specializzati per le diverse funzioni richieste sul campo di battaglia. Quindi, accanto al trasporto truppe LVTP-5, furono realizzati il LVTH-6 (appoggio di artiglieria), LVTCR-1 (comando e controllo), LVTAA-1 (difesa contraerei), LVTR-1 (recupero e soccorso), LVTE-1 (genio e sminamento): tutti con lo stesso scafo e motorizzazione (semplificando quindi notevolmente i problemi logistici). Questi nuovi AMTRAC avevano un peso attorno alle 35 t con dimensioni incrementate di conseguenza (dovendo essere veicoli galleggianti il volume doveva aumentare proporzionalmente al peso) e con capacità di trasporto fino a 30-35 uomini equipaggiati (circa il doppio di quelli trasportati da un LVT-3). Il prototipo di questi veicoli fu disponibile nell'agosto 1951.
L'aumento di volume e peso dei LVTP-5 spinse i marines a sviluppare un veicolo più leggero (e più economico) proposto dalla FMC, che fu accettato nel 1956 come LVTP-6, ma non fu mai prodotto in serie. In totale furono prodotti 1124 LTP-5, 210 LVTH-6, 65 LVTR-1 e pochissimi esemplari di LVTE-1, del LVTAA-1 fu costruito solo il prototipo.
Gli AMTRAC (LVT-4 e LVT(A)-4) comparvero in Vietnam nel 1950 in mano al 1er sous-groupement amphibie della Legione straniera ed immediatamente mostrarono le loro doti su un terreno simile a quello della Florida in cui erano nati e per tutta la durata della campagna, i legionari li utilizzarono con buon successo.
Dopo la ritirata francese dall'Indocina ricomparvero su quei territori con la 3ª e la 1ª Divisione Marines, ma ben presto fu chiaro che i LVTP-5 erano troppo ingombranti per operare proficuamente nel territorio, soprattutto se dovevano essere confrontati con gli M113 dell'esercito. Per questo motivo i LVTP-5 furono usati principalmente in ruoli logistici, nelle retrovie.
Le esperienze del Vietnam spinsero le autorità dei marines a studiare un veicolo che, come capacità di carico e dimensioni, tornasse ai LVT della seconda guerra mondiale. Nel 1965 la FMC ottenne un contratto per lo sviluppo di questo nuovo mezzo.
Il nuovo veicolo poteva trasportare 20 soldati equipaggiati ed aveva un equipaggio di 3 uomini, il carico utile era di 5 t ed era richiesta, oltre alla capacità anfibia, quella di poter operare per lunghi periodi su terra.
Nel 1967 fu pronto il primo veicolo (LVTPX-12) e nel 1970 fu ordinata una serie di veicoli, denominati LVT-7. La serie comprendeva: LVTP-7 (trasporto truppe), LVTC-7 (comando e controllo), LVTR-7 (soccorso e recupero), LVTE-7 (sminamento), LVTH-5 (appoggio di artiglieria), quest'ultimo mai completato. I LVT-7 operarono solo in Libano (1982) ed a Grenada (1983). Recentemente i LVT-7 sono tornati in Libano con il Battaglione San Marco dell'Esercito Italiano che, nel 2006, è sbarcato al confine fra Libano e Israele come forza di interposizione.